# Canthon coahuilensis
Canthon coahuilensis là một loài bọ cánh cứng trong họ Bọ hung (Scarabaeidae).